# Коваль Михайло Володимирович
Миха́йло Володи́мирович Коваль (нар. 26 лютого 1956, Ізяслав, Хмельницька область, Українська РСР, СРСР) — український військовик, генерал-полковник, доктор військових наук. Виконував обов'язки міністра оборони України (25.3.2014 — 3.7.2014). Перший заступник Секретаря Ради національної безпеки і оборони України (17.02.2015 — 27.7.2021), Начальник Національного університету оборони України.

## Життєпис
У 1979 році закінчив Кам'янець-Подільське вище військово-інженерне командне училище.
У 1979—1983 роках — командир взводу, а згодом командир роти окремого інженерно-саперного батальйону повітрянодесантної дивізії.
У 1983—1984 роках — начальник навчального центру повітрянодесантної дивізії.
У 1984—1987 роках — заступник командира батальйону, командир батальйону парашутно-десантного полку повітрянодесантної дивізії.
У 1987—1990 роках — слухач командного факультету у Військовій академії ім. Фрунзе.
У 1990—1995 роках — заступник командира окремої повітрянодесантної бригади, а згодом заступник начальника й начальник навчального центру підготовки молодших спеціалістів повітрянодесантних бригад.
У 1995—1997 роках — слухач факультету підготовки спеціалістів оперативно-стратегічного рівня Академії Збройних Сил України.
У 1997—1999 роках — начальник штабу та командир 30-ї танкової дивізії 8-го армійського корпусу.
З 20 серпня 1999 року — генерал-майор.
У 1999—2001 роках — начальник штабу — перший заступник командувача 13 армійського корпусу.
У 2001—2002 роках — начальник штабу — перший заступник начальника Головного управління внутрішніх військ МВС України.
У 2002—2003 роках — перший заступник Голови Держкомітету у справах охорони державного кордону України — Командувача Прикордонних військ України.
З 22 серпня 2002 року — генерал-лейтенант.
У 2003—2011 роках — перший заступник Голови Державної прикордонної служби України — директор Департаменту по роботі з особовим складом.
З 21 серпня 2007 року — генерал-полковник.
У 2011—2014 роках — директор Департаменту персоналу Адміністрації Державної прикордонної служби України.
5 березня 2014 року, під час вторгнення на суверенну територію України «невідомих формувань в російській уніформі» був викрадений біля військової частини під Ялтою — за свідченнями очевидця: «російські байкери зупинили авто, порізали шини та забрали прикордонника». В ході оперативного розслідування того ж дня вдалося встановити його місце перебування, після успішних переговорів звільнений.
З 25 березня 2014 року по 3 липня 2014 року — виконувач обов'язків Міністра оборони України.
З 2 квітня по 5 липня 2014 року — член Ради національної безпеки та оборони України.
Був призначений Головою міжвідомчої робочої групи з підготовки пропозицій щодо зміцнення обороноздатності держави.
З 3 липня 2014 року — заступник Секретаря Ради національної безпеки та оборони України, а з 17 лютого 2015 року по 27 липня 2021 року — перший заступник Секретаря РНБО.
З 2 серпня 2021 року по 23 лютого 2022 року — у розпорядженні Міністра оборони України.
З 24 лютого 2022 року по 15 серпня 2022 року — начальник штабу — заступник начальника Національного університету оборони України імені Івана Черняховського.
З 16 серпня 2022 року — начальник Національного університету оборони України.

## Громадська діяльність
Входить до Поважної ради Громадської ініціативи «Орден святого Пантелеймона».

## Державні нагороди
- Медаль «За військову службу Україні» (23 листопада 1998) — за зразкове виконання військового обов'язку, досягнення високих показників у бойовій і професійній підготовці[11].
- Медаль «Захиснику Вітчизни»[12]. (14 жовтня 1999).
- Орден «За заслуги» III ст. (20 грудня 2003) — за особливі заслуги у захисті державного суверенітету, територіальної цілісності, обороноздатності і безпеки України, мужність і високий професіоналізм, проявлені при виконанні службових обов'язків[13].
- Орден «За заслуги» II ст. (23 серпня 2011) — за вагомий особистий внесок у захист державного суверенітету, забезпечення конституційних прав і свобод громадян, зміцнення економічної безпеки держави, сумлінне і бездоганне служіння Українському народові та з нагоди 20-ї річниці незалежності України[14].
- Орден «За заслуги» I ст. (4 грудня 2014) — за особисту мужність і героїзм, виявлені у захисті державного суверенітету та територіальної цілісності України, вірність військовій присязі, високий професіоналізм та з нагоди Дня Збройних Сил України[15].
- Орден Богдана Хмельницького III ст. (2 грудня 2016) — за особистий внесок у зміцнення обороноздатності Української держави, мужність, самовідданість і високий професіоналізм, виявлені під час виконання військового обов'язку, та з нагоди Дня Збройних Сил України[16].
- Орден Богдана Хмельницького II ст. (17 березня 2023) — за особисту мужність і самовіддані дії, виявлені у захисті державного суверенітету та територіальної цілісності України, зразкове виконання військового обов'язку[17].
- нагороджений відзнаками Міністерства оборони України «Доблесть і честь» (2001), «Ветеран військової служби», нагрудним знаком «За заслуги перед ЗС України» (2011), почесним нагрудним знаком «Слава і честь» (2020), медалями «10 років Збройним Силам України» (2001), «За зміцнення обороноздатності» (2021), «Золотий тризуб» (2023).
- нагороди колишнього СРСР: медаль «За бездоганну службу» ІІІ ст. (1986), Медаль «За бойові заслуги»[12] (1986), «За відмінність у військовій службі» І ст. (1987), «70 років ЗС СРСР» (1988), «За бездоганну службу» ІІ ст. (1991), Орден Червоної Зірки[12] (1991), Орден «За службу Батьківщині у Збройних Силах СРСР» III ст.[12] (1991).